# Renteneintrittsalter

Durchschnittliches Renteneintrittsalter in Deutschland 1960–2015

Das Renteneintrittsalter, auch Rentenzugangsalter, beschreibt in der Bundesrepublik Deutschland das Lebensalter, ab dem eine Person eine Versichertenrente aus der gesetzlichen Rentenversicherung (GRV) tatsächlich bezieht. Dies kann eine Altersrente, eine Rente wegen verminderter Erwerbsfähigkeit und eine Rente wegen Todes sein (§ 33 SGB VI).
Für die berufsständische Versorgung (Versorgungswerke) und für die private Rentenversicherung gelten ähnliche Regelungen.
Das Rentenalter bezeichnet dagegen das Lebensalter, ab dem eine versicherte Person einen gesetzlichen Rechtsanspruch auf eine Rente wegen Alters oder eine Pension hat. Renten- und Renteneintrittsalter müssen nicht identisch sein.

## Das Renteneintrittsalter als statistische Größe
Das statistische Renteneintrittsalter wird als Durchschnitt des Erstbezugs aller Neurentner eines Jahres berechnet. Diese Gruppe der Neuzugänge setzt sich aus Personen verschiedener Jahrgänge zusammen. Dabei können Untergruppen für Männer und Frauen, für Angestellte und Arbeiter oder für regionale Gruppierungen separat betrachtet werden.
Das durchschnittliche Rentenzugangsalter berücksichtigt dabei die Renten wegen Alters und die Renten wegen verminderter Erwerbsfähigkeit, die im Schnitt viele Jahre früher einsetzen als die Altersrenten.
| Jahr                                                                                            | Renten wegen     | Renten wegen     | Renten wegen | Renten wegen | Renten insgesamt | Renten insgesamt |
| Jahr                                                                                            | Erwerbsminderung | Erwerbsminderung | Alters       | Alters       | Renten insgesamt | Renten insgesamt |
| Jahr                                                                                            | Männer           | Frauen           | Männer       | Frauen       | Männer           | Frauen           |
| ----------------------------------------------------------------------------------------------- | ---------------- | ---------------- | ------------ | ------------ | ---------------- | ---------------- |
| 1995                                                                                            | 52,7             | 50,9             | 62,3         | 62,5         | 59,8             | 60,5             |
| 2000                                                                                            | 52,2             | 50,3             | 62,2         | 62,3         | 59,8             | 60,5             |
| 2005                                                                                            | 50,5             | 49,2             | 63,1         | 63,2         | 60,7             | 61               |
| 2010                                                                                            | 50,9             | 49,8             | 63,8         | 63,3         | 60,7             | 60,7             |
| 2015*                                                                                           | 52,1             | 51,2             | 63,9         | 64,9         | 61,9             | 62,7             |
| 2017                                                                                            | 52,4             | 51,4             | 64,0         | 64,1         | 61,7             | 61,9             |
| 2023                                                                                            | 54,5             | 53,6             | 64,4         | 64,4         | 63,0             | 62,8             |
| * inkl. Sondereffekt durch die zusätzlichen Kindererziehungszeiten für vor 1992 geborene Kinder |                  |                  |              |              |                  |                  |

## Individuelles Renteneintrittsalter
Das individuelle Renteneintrittsalter hat Einfluss auf die Rentenhöhe: Wer vor Erreichen der gesetzlichen Regelaltersgrenze Rente beansprucht, dessen Rente vermindert sich um 0,3 % je vorgezogenem Monat. Seit 2012 besteht die Möglichkeit, vorzeitig aus Altersgründen mit Abschlag in den Ruhestand zu treten, bei noch erwerbstätigen Rentenanwärtern, auf die keine Sonderbestimmungen anwendbar sind, erst ab dem 63. Lebensjahr. Wer trotz erfüllter Wartezeit erst nach deren Erreichen eine Rente in Anspruch nimmt, dessen Altersrente erhöht sich (ohne zeitliche Befristung) um 0,5 % für jeden Kalendermonat der späteren Inanspruchnahme.
Diese Rentenabschläge oder -zuschläge werden dadurch bewirkt, dass der Zugangsfaktor in der Formel zur Berechnung der Rente entsprechend niedriger oder höher als 1,0 ist (§ 77 SGB VI). Abschläge sollen die höheren Kosten ausgleichen, die der Rentenversicherung durch die längere Rentenbezugszeit entstehen, wenn Altersrenten vorzeitig bezogen werden. Die Erreichung dieses Ziels setzt voraus, dass die Höhe der versicherungsmathematischen Abschläge für einen vorzeitigen Renteneintritt eine enge Korrelation mit der durchschnittlichen Restlebenserwartung nach dem Zeitpunkt des Renteneintritts aufweist.
Ein vorzeitiger Renteneintritt wirkt sich aus der Sicht des Empfängers dahingehend aus, dass sich seine monatlichen Rentenbezüge verringern, da er einige Monate oder Jahre weniger Rentenversicherungsbeiträge bezahlt und damit Entgeltpunkte beziehungsweise Anteile von Entgeltpunkten verloren hat. Ob die Gesamtsumme, die er bis zu seinem Tod von der Rentenversicherung ausbezahlt erhält, niedriger oder höher als bei einem nicht vorzeitigen Renteneintritt ausfällt, hängt von der Zahl der Jahre ab, die er nach Renteneintritt noch lebt, sowie von der Höhe des Abschlags von der Altersrente, die er bei späterem Renteneintritt beziehen würde.
Umgekehrt ist es aus der Sicht der Versichertengemeinschaft zum Zeitpunkt des Renteneintritts unklar, ob bei einem bestimmten Anwärter auf eine Altersrente die Rentenversicherung insgesamt mehr oder weniger zahlt, wenn dieser vorzeitig aus dem Erwerbsleben ausscheidet. Bei einer stetigen Erhöhung der Lebenserwartung sinkt der Anreiz, vorzeitig aus dem Erwerbsleben auszuscheiden, da die Wahrscheinlichkeit, dass eine Frühverrentung langfristig zu einem „Verlustgeschäft“ für den Betroffenen wird, dadurch steigt.

## Rechtspolitik
Der Gesetzgeber strebt mit der schrittweisen Erhöhung der Regelaltersgrenze (von 65 Jahre für vor 1947 geborene Versicherte auf 67 Jahre für ab 1964 geborene Versicherte) und den Altersgrenzen für weitere Altersrententatbestände, wie die „Altersrenten für (besonders) langjährig Versicherte“ und „Altersrente für schwerbehinderte Menschen“ an, die Rentenbezugszeiten infolge der höheren Lebenserwartung zu verkürzen, um die Ausgaben der Rentenversicherung zu senken. Das Rentenalter steigt seit den frühen 2000er Jahren, insbesondere auch seit ein Rentenbeginn vor dem 63. Lebensjahr regelmäßig nicht mehr möglich ist.
2014 wurde die Altersgrenze für die Rente für besonders langjährig Beschäftigte für Jahrgänge vor 1953 auf 63 Jahre gesenkt. Ab Jahrgang 1953 steigt die Altersgrenze pro Jahrgang um zwei Monate und liegt ab Jahrgang 1964 bei 65 Jahren.

## Situation in anderen Staaten

### Frankreich
Wegen einer beabsichtigten Erhöhung des Renteneintrittsalters von 62 auf 64 Jahre kam es in Frankreich Anfang 2023 landesweit zu Streiks. Sie blieben erfolglos. Die von der Regierung angestrebte Rentenreform trat nach der Zustimmung des Parlaments in Kraft.

### China
In China wurde 2024 ein Plan gebilligt, der vorsieht, das Renteneintrittsalter erstmals seit 1978 zu erhöhen. Es soll vom Jahr 2025 bis zum Jahr 2040 schrittweise steigen. Das Renteneintrittsalter für Männer steigt dem Plan zufolge von 60 auf künftig 63 Jahre. Das Renteneintrittsalter für Frauen hängt von der Art des Berufs ab und steigt laut Plan von 50 bzw. 55 Jahre auf künftig 55 bzw. 58 Jahre.